# Château de Loveld
Le Château de Loveld est un château sur un plan en forme de L dans un grand jardin paysager. Il fut commandé en 1912 par Charles de Hemricourt de Grunne (bourgmestre d'Aalter de 1921 à 1932) sur un projet de l'architecte Octave Flanneau.

## Historique
Autrefois appelé Château de Aalter, il est maintenant appelé Château Loveld.

## Description
Le château est construit en briques et en pierre naturelle avec un toit en ardoise (deux étages mansardés) dans un style classique simplifié à la française. Il possède un intérieur de style Louis XVI avec boiseries en bois peint et cheminées en marbre dans les différentes pièces (hall, bibliothèque, salons, salle à manger).Plusieurs de ces pièces ont été démontées dans le château de Laval (France), propriété de la famille de Montalembert (épouse de Grunne) et remontée au château de Loveld.

## Référence géographique
- Province : Flandre orientale
- Commune   : Aalter
- Adresse   : Loveldlaan 41 (Aalter)

## Source
- Kathleen Lanclus, Inventaire du patrimoine culturel en Belgique, Architecture, Province de Flandre-Orientale, district de Gand, canton de Nevele, Bâtiment à travers les siècles en Flandre 12N1, Bruxelles-Turnhout, 1989.